# Bosc Nacional Santa Fe
El Bosc Nacional Santa Fe (Santa Fe National Forest) és una àrea protegida que se situa a les muntanyes, deserts i rius del nord de Nou Mèxic gestionada pel Servei Forestal dels Estats Units. El bosc conté grans porcions de les muntanyes Jemez i Sangre de Cristo. La seva seu administrativa és a Santa Fe (Nou Mèxic).

## Designacions especials
Hi ha quatre àrees salvatges designades al Bosc Nacional Santa Fe:
- Pecos (parcialment al Bosc Nacional Carson)
- Chama River (parcialment al Bosc Nacional Carson)
- San Pedro Parks
- Dome[4]

El 1993 el Congrés dels Estats Units va establir l'Àrea Recreativa Nacional Jemez (Jemez National Recreation Area) per a conservar i restaurar els valors ecològics i culturals d'aquesta zona de 233,3 quilòmetres quadrats localitzats a les muntanyes Jemez dins del Comtat de Sandoval. L'àrea rep gairebé 1,6 milions de visitants cada any.